# The Best of Emerson, Lake & Palmer
The Best of Emerson, Lake & Palmer (1994) je kompilační album rockové skupiny Emerson, Lake & Palmer.

## Seznam skladeb
1. "From The Beginning" (4:13)
2. "Jerusalem" (William Blake, C. Hubert H. Parry) (2:44)
3. "Still... You Turn Me On" (2:53)
4. "Fanfare for the Common Man" (Aaron Copland) (sólová verze, 2:57)
5. "Knife Edge" (5:05)
6. "Tarkus" (20:35)
  1. "Eruption" (2:43)
  2. "Stones of Years" (3:44)
  3. "Iconoclast" (1:15)
  4. "Mass" (3:11)
  5. "Manticore" (1:52)
  6. "Battlefield" (3:51)
  7. "Aquatarkus" (3:59)
7. "Karn Evil 9 1st Impression Part 2" (4:43)
8. "C'est La Vie" (4:16)
9. "Hoedown" (Aaron Copland) (3:43)
10. "Trilogy" (8:53)
11. "Honky Tonk Train Blues" (3:09)
12. "Black Moon" (single version, 4:46)
13. "Lucky Man" (4:37)
14. "I Believe in Father Christmas" (Greg Lake) (originální sólová verze, 3:30)
15. "Peter Gunn" (bonus track)
16. "Tiger In A Spotlight" (bonus track)